# Odontodictyospora comasii
Odontodictyospora comasii är en svampart som beskrevs av Mercado 1984. Odontodictyospora comasii ingår i släktet Odontodictyospora, divisionen sporsäcksvampar och riket svampar.   Inga underarter finns listade i Catalogue of Life.